# Ракка
Ракка (араб. الرقة —  ar-Raqqa) — місто на півночі Сирії, адміністративний центр однойменної мухафази. Розташований на північному березі річки Євфрат, за 160 км на північ від Халебу. З середини 1970-х років економіка міста базується на виробленні електроенергії на Євфратській греблі, сільському господарстві та видобутку нафти на прилеглих родовищах. Є невеликий історичний музей, палац Аббасидів, Велика мечеть, побудована в VIII столітті.

## Історія

### Елліністичні та візантійські періоди
Місто Ракка було засноване в  242 до н. е. або  244 до н. е. царем селевкидів Селевком II Каллініком як Каллінікум або Каллінікос. У візантійський період місто було перейменовано в Леонтуполіс, однак частіше місто продовжували називати Каллінікос. У той час місто було економічним та військовим центром. В  542 місто було зруйноване при нападі Сасанідів з Персії на чолі з Хосровом I Анушірваном, але пізніше було відбудоване візантійським імператором Юстиніаном I.

### Ранній ісламський період

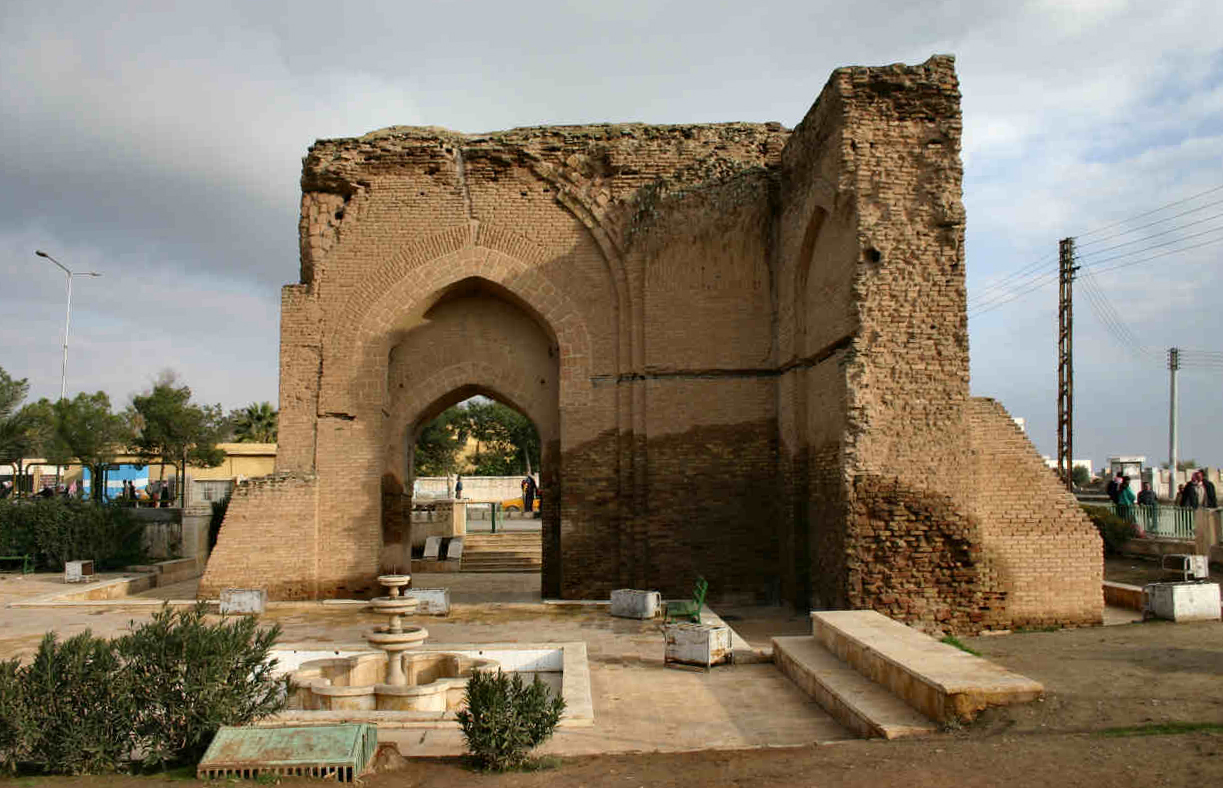
Залишки Багдадських воріт

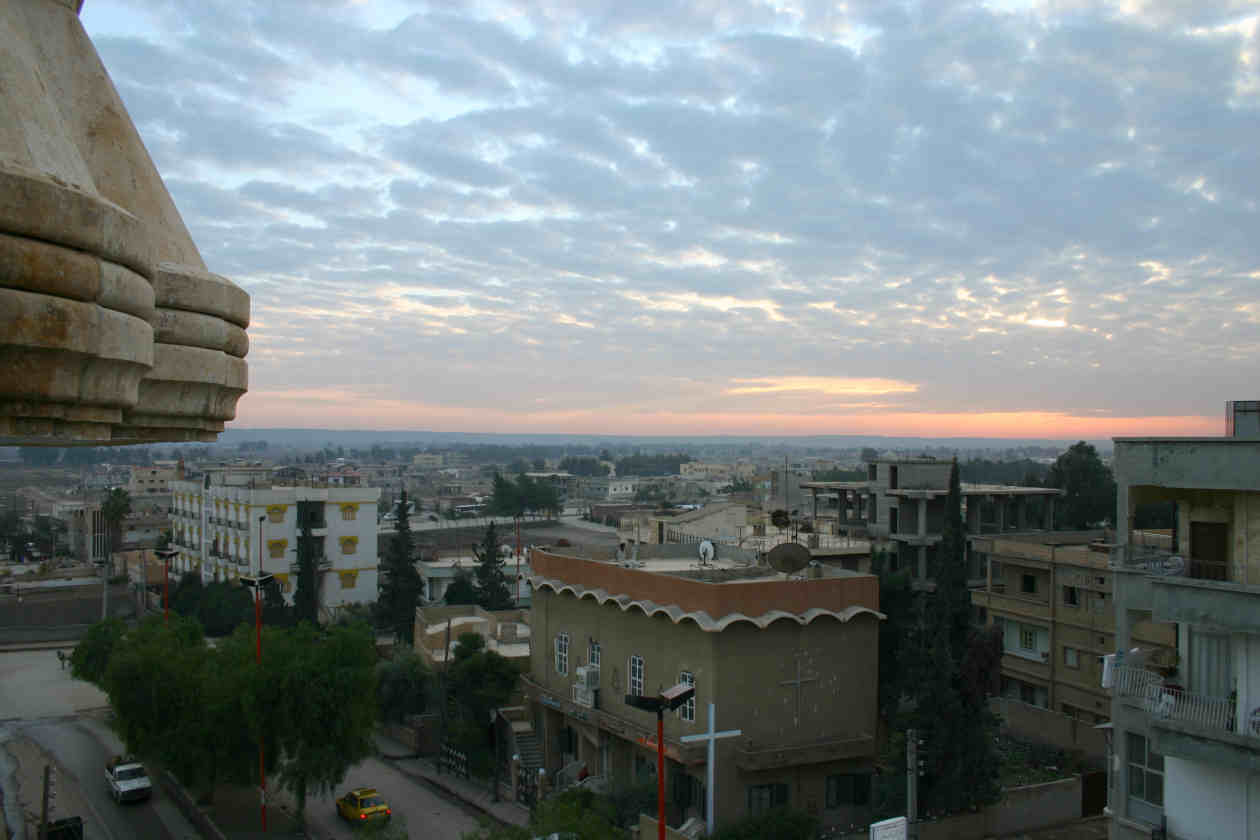
Захід над дахами одного з сучасних кварталів

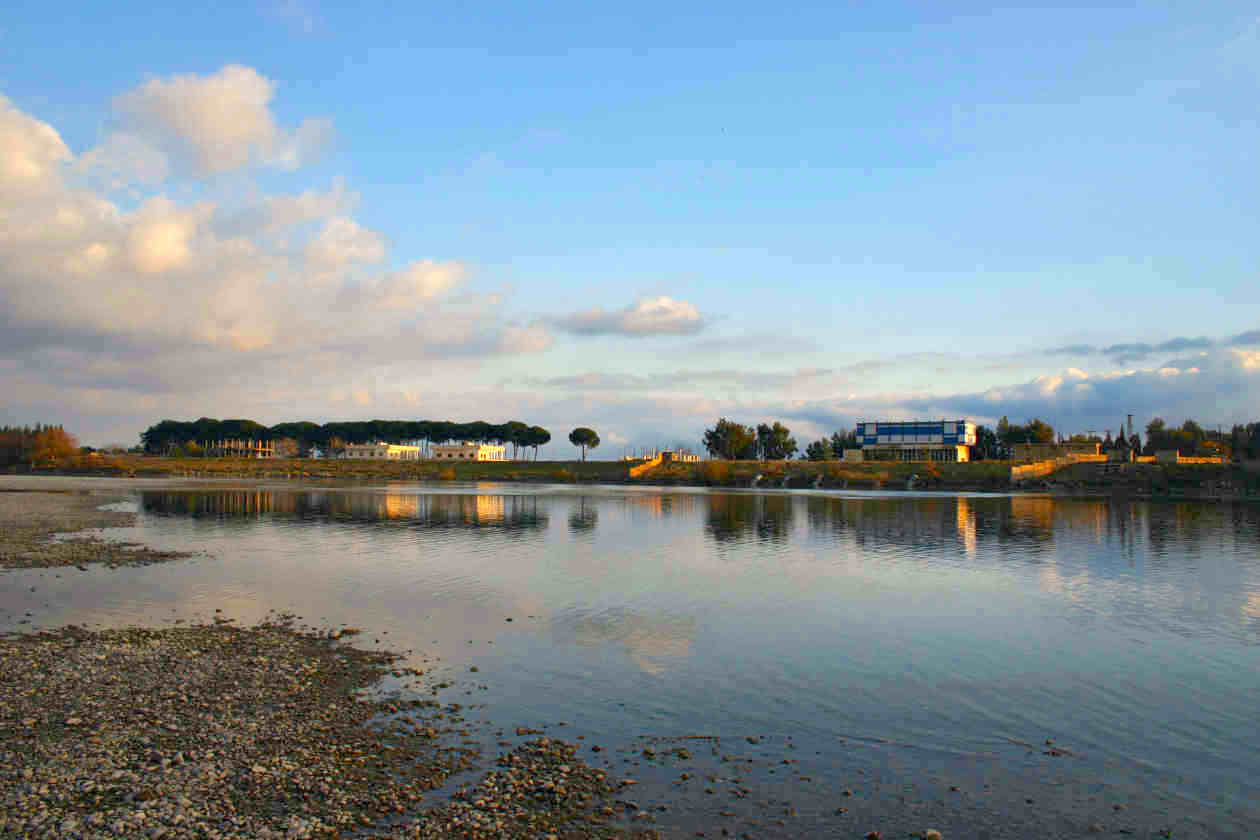
Берег річки Євфрат

В  639 місто було захоплене арабськими мусульманськими племенами. З того часу воно отримало назву Ракка. В  640 будується перша мечеть. Через стратегічного положення, значення міста Ракки ще більше зростає під час воєн при Омеядах та на початку правління Аббасидів. В  771— 772 аббасидський халіф Аль-Мансур будує військовий гарнізон за 200 м від Ракки.
В  796 халіф Гарун ар-Рашид приймає рішення зробити Ракку своєю резиденцією в імперії. Протягом тринадцяти років Ракка була формальною столицею Імперії Аббасидів, що тягнеться від Північної Африки до Центральної Азії, в той час як основний адміністративний апарат залишався в Багдаді. Після переїзду двору назад у Багдад в  809 Ракка залишилася столицею західної частини імперії, включаючи Єгипет.

### Період занепаду
Наприкінці IX століття Ракка прийшла в занепад через тривалі військові дії між Аббасидами та Тулунідами, а пізніше з радикальними шиїтами карматами. З кінця X століття до XII століття місто перебувало під контролем бедуїнських династій.

### Період відродження
Ракка пережила новий підйом в XII та першій половині XIII століття, ставши сільськогосподарським та ремісничим центром при зангідах та Аюбідів. В цей період були побудовані Багдадські ворота. Убитий правитель Імад ад-Дін Зенгі був спочатку похований в Ракка. Ракка була зруйнована під час навали монголів в 1260-ті. Є свідчення про смерть останніх жителів міста в  1288.

### Османський період та сучасність
В XVI столітті Ракка знову згадується в історії, цього разу як митний пост Османської імперії на Євфраті, був навіть створений вілаят Ракка, столиця якого, проте, знаходилася не в місті, а за 200 км на північ.
Місто Ракка було знову заселено в  1864, спочатку як військова застава, потім як селище для арабських бедуїнів та чеченців, які рятувалися від війн на Кавказі в середині XIX століття. При французькому мандаті було споруджено будинок адміністрації, зараз там знаходиться міський музей.
В 1950-ті роки, в розпал Корейської війни, світовий бум на бавовну стимулював безпрецедентне зростання міста та культивацію земель в середній течії Євфрату.

### ІД
У березні 2013 року місто було захоплене повстанцями в ході громадянської війни в Сирії. До жовтня 2017 року місто було під контролем бійців Ісламської держави (ІД). У місті було встановлено шаріатське правління, яке виконувало функції столичного міста для ІД. Операція щодо звільнення Ракки розпочалася 6 червня 2017 року. 14 жовтня 2017 було повідомлено про повне звільнення міста від ІД..